# Gloucester Cup
Gloucester Cup, ou Duke of Gloucester Cup são três prémios das Forças Armadas da Austrália que são atribuídos anualmente ao mais eficiente batalhão de infantaria do exército, ao mais eficiente navio da marinha e ao esquadrão mais eficiente da Real Força Aérea Australiana.
O prémio foi criado pelo Príncipe Henrique, Duque de Gloucester em 1946, enquanto servia como Governador-geral da Austrália, e foram entregues pela primeira vez em 1947.